# داریوس اولارو
داریوس اولارو (انگلیسی: Darius Olaru؛ زادهٔ ۳ مارس ۱۹۹۸) بازیکن فوتبال اهل رومانی است.
از باشگاه‌هایی که در آن بازی کرده‌است می‌توان به باشگاه فوتبال استوا بخارست و باشگاه ورزشی گاز متان مدیاش اشاره کرد.
وی همچنین در تیم‌های ملی فوتبال زیر ۲۱ سال رومانی و رومانی بازی کرده‌است.